# Ямамото, Юдзо
Юдзо Ямамото (яп. 山本 有三; 27 июля 1887 — 1 января 1974) — японский писатель
 и драматург. Переводчик Стриндберга. Один из создателей реалистического театра в Японии. Автор пьес «Яма» (издана в 1910 году), «Профессор Цумура» (1919), «Детоубийца» (1920), «Люди одного убеждения» (1923). 
В России наиболее известен романом «Жизнь женщины» (яп. 女の一生, 1933; русский перевод 1936 года П. Глебова и А. Успенской, Государственное издательство «Художественная Литература»), повествующим о трудной судьбе матери-одиночки в довоенной Японии.

## Биография
Изучал немецкую литературу в Токийском университете, где учился вместе с Акутагавой Рюноскэ. Дебютировал в 1920 году пьесой «Венец жизни» (яп. 生命の冠). Вместе с писателями Каном Кикути и Акутагавой Рюноскэ, он стал одним из основателей Японской ассоциации писателей и открыто критиковал военное правительство Японии военного времени за его цензурную политику.
После Второй мировой войны он присоединился к дебатам о реформе японского языка, а с 1947 по 1953 год работал в Палате советников Японии. Он хорошо известен своей оппозицией к использованию туманных выражений в письменном японском языке и отстаиванием ограниченного использования фуриганы. В 1965 году был награжден престижным Орденом Культуры. Умер на своей летней вилле в Югаваре, в 1974 году.
Дом Ямамото в европейском стиле в Митака был экспроприирован Верховным главнокомандующим союзных держав на основании права собственности во время оккупационного периода с 1945 по 1953 год. Затем в течение многих лет особняк использовался некоммерческими организациями в качестве архива и исследовательской лаборатории, пока в 1996 году он не был превращен в Мемориальный музей писателя. В его родном городе Тотиги также есть музей, посвященный ему.

## Сочинения
- Ямамото Юдзо. Жизнь женщины. Перевод с японского П. Глебова и А. Успенской. Владивосток, 1958. — 376 с. Тираж 100 000. Печатается по тексту книги, изданной издательством художественной литературы (Ленинград, 1936 г.)